# Межиха
Межиха — река в России, протекает в Калужской и Московской областях по территории Боровского и Наро-Фоминского районов соответственно. Устье реки находится в 151 км по правому берегу реки Протвы. Длина реки составляет 25 км, площадь водосборного бассейна — 70,2 км².
По данным Государственного водного реестра России, относится к Окскому бассейновому округу. Речной бассейн — Ока, речной подбассейн — бассейны притоков Оки до впадения Мокши, водохозяйственный участок — Протва от истока до устья.